# اکسی‌اسید
اکسی‌اسید (به انگلیسی: Oxoacid) به اسیدی گفته می‌شود که ۳ شرط زیر را دارا باشد:
1. دارای اتم اکسیژن در ساختارش باشد.
2. دارای حداقل یک هیدروژن متصل به اکسیژن باشد.
3. بتواند با گرفتن یک یا چند الکترون تشکیل آنیون دهد.

## انواع
1. اکسی‌اسیدهای هالوژن دار: ترکیباتی هستند که اتم مرکزی مولکول آن‌ها هالوژن و در اطراف اتم مرکزی یک یا چند اتم اکسیژن و یک اتم هیدروژن (که به یکی از اکسیژن‌ها متصل است) وجود دارد.
2. اکسی‌اسیدهای سولفور دار: ترکیباتی هستند که اتم مرکزی مولکول آن‌ها سولفور (گوگرد) و در اطراف اتم مرکزی یک یا چند اتم اکسیژن و دو اتم هیدروژن وجود دارد.
3. اکسی‌اسیدهای فسفر دار: ترکیباتی هستند که اتم مرکزی مولکول آن‌ها فسفر و در اطراف اتم مرکزی یک یا چند اتم اکسیژن و سه اتم هیدروژن وجود دارد.
4. اکسی‌اسیدهای نیتروژن دار: ترکیباتی هستند که اتم مرکزی مولکول آن‌ها نیتروژن و در اطراف اتم مرکزی دو یا سه اتم اکسیژن و یک اتم هیدروژن (که به یکی از اکسیژن‌ها متصل است) وجود دارد.
5. اکسی‌اسید کربن دار: ترکیبی است که اتم مرکزی مولکول آن‌ها کربن و در اطراف اتم مرکزی سه اتم اکسیژن و دو اتم هیدروژن وجود دارد.
6. اکسی‌اسید بور دار: ترکیبی است که اتم مرکزی مولکول آن‌ها بور و در اطراف اتم مرکزی سه اتم اکسیژن و سه اتم هیدروژن وجود دارد.
7. اکسی‌اسید زنون دار: ترکیبی است که اتم مرکزی مولکول آن زنون و در اطراف اتم مرکزی چهار اتم اکسیژن و دو اتم هیدروژن وجود دارد.

## روش نامگذاری
برای نامگذاری در اکسی اسیدهای هالوژن دار به عدد اکسایش هالوژن توجه می‌شود. اکسی اسیدهایی که در آنها عدد اکسایش هالوژن برابر با ۱و۳ است لفظ (او) می‌گیرند (مثل:هالوژنو اسید) و اگر برابر با ۵و۷ بود لفظ (ایک) (مثل:هالوژنیک اسید) و همچنین از میان اکسی اسیدهایی که هالوژن عدد اکسایش ۱ را دارا می‌باشد پیشوند (هیپو)(مثل:هیپو هالوژنو اسید) و اسیدی که در ان هالوژن عدد اکسایش ۷ را دارا می‌باشد پیشوند (پر) می‌گیرد. (مثل: پرهالوژنیک اسید)
- لفظ هیپو به معنای زیر (کم) و پِر به معنای بالا (زیاد) است.
- بنیان اسید: اگر در اکسی اسیدها هیدروژن‌های متصل به اکسیژن‌ها جدا شوند به دلیل الکترونگاتیوی بالای اکسیژن، هیدروژن و یا هیدورژن ها تک الکترون خود را از دست خواهند داد و به صورت +H آزاد می‌شوند. آنیون باقی مانده را بنیان اسید می‌نامیم.

 فهرستی از اکسی اسیدهای مشهور:
| فرمول شیمیایی | نام اسید         | عدد اکسایش اتم مرکزی | بنیان اسید | نام بنیان اسید    |
| ------------- | ---------------- | -------------------- | ---------- | ----------------- |
| HClO4         | پرکلریک اسید     | ۷                    | -ClO4      | یون پرکلرات       |
| HClO3         | کلریک اسید       | ۵                    | -ClO3      | یون کلرات         |
| HClO2         | کلرو اسید        | ۳                    | -ClO2      | یون کلریت         |
| HClO          | هیپوکلرو اسید    | ۱                    | -ClO       | یون هیپوکلریت     |
| H2SO4         | سولفوریک اسید    | ۶                    | −2 SO4     | یون سولفات        |
| H2SO3         | سولفورو اسید     | ۴                    | −2 SO3     | یون سولفیت        |
| H2SO2         | هیپوسولفورو اسید | ۲                    | −2 SO2     | یون هیپوسولفیت    |
| H3PO4         | فسفریک اسید      | ۵                    | −3 PO4     | یون فسفات         |
| H3PO3         | فسفرو اسید       | ۳                    | −2 HPO3    | یون هیدروژن فسفیت |
| H3PO2         | هیپوفسفرو اسید   | ۱                    | - H2PO2    | یون هیپوفسفیت     |
| HNO3          | نیتریک اسید      | ۵                    | - NO3      | یون نیترات        |
| HNO2          | نیترو اسید       | ۳                    | - NO2      | یون نیتریت        |
| H2CO3         | کربنیک اسید      | ۴                    | −2 CO3     | یون کربنات        |
| H3BO3         | بوریک اسید       | ۳                    | −3 BO3     | یون بورات         |
| H2XeO4        | زنیک اسید        | ۶                    | −2 XeO4    | یون زِنات          |

- مقایسه قدرت اسیدی اکسی اسیدها با اتم مرکزی مشترک به بار قراردادی اتم مرکزی مربوط می‌شود و اصلاً بستگی به عدد اکسایش اتم مرکزی ندارد. هر چه بارقراردادی اتم مرکزی بیشتر باشد آن اسید قوی تر است.
  - مثال:[۱]

HClO4>HClO3: قدرت اسیدی
۳ > ۲: بار قراردادی اتم مرکزی

## منبع
- مشارکت‌کنندگان ویکی‌پدیا. «Oxoacid». در دانشنامهٔ ویکی‌پدیای انگلیسی.

1. 1 2  آموزش شیمی عمومی (سید احسان هادی)